# Barba Azul (novela)
Barba azul es un novela del escritor suizo Max Frisch publicada por Suhrkamp en 1982. 
En esta última obra literaria, Frisch retoma una vez más motivos esenciales de su obra: la búsqueda de la identidad personal, la determinación del individuo por la imagen que el entorno crea de él, así como la culpa del hombre y el sentimiento de culpa en su relación con el mundo femenino.
Felix Schaad, el protagonista de la historia, es un médico acusado de asesinar a su esposa divorciada. Aunque fue absuelto en el tribunal, el proceso dañó su imagen pública y, en consecuencia, su propia imagen. Schaad no puede separarse de los recuerdos de los interrogatorios que continúan en sus pensamientos y sueños después del juicio. La acusación de culpa por la muerte de su esposa plantea en su mente la pregunta general de hasta qué punto se ha vuelto culpable en su vida. Al final, Schaad hace una confesión.
Formalmente, Barba Azul se basa en el principio de reducción progresiva de contenido y forma en la obra tardía de Frisch. La prosa, que muchos percibieron como “escasa” y “desnuda”, tuvo una recepción mixta en la crítica literaria. Si bien algunas voces admiraron la historia como un trabajo magistral, otros críticos la encontraron irritante, agotadora y vacía. Después de Barba Azul, Frisch se retiró de la producción literaria y sólo publicó un texto más extenso, el diálogo político ¿Suiza sin ejército? Una palabrería.

## Argumento
Dr. Felix Schaad, un médico de 54 años, es sospechoso del asesinato de su esposa divorciada, la prostituta Rosalinde Zogg. La había visitado el día del asesinato, su corbata fue utilizada como arma homicida y en repetidas ocasiones da coartadas falsas en el momento del crimen. Después de diez meses de detención, se lleva a cabo un juicio de tres semanas con un total de 61 testigos. Al final, Schaad es absuelto, “por falta de pruebas”, según él, aunque esta frase no se menciona en el veredicto.
Para Felix Schaad, la absolución es donde comienzan las preguntas sin respuesta: ¿Cómo es vivir con un veredicto por falta de pruebas? ¿Cuánta culpa tiene realmente por la muerte de su esposa? ¿una persona es alguna vez  completamente inocente?  Si bien Schaad se ha convertido en un marginado social debido a la acusación: su práctica está vacía y el club náutico espera que se vaya, no puede reprimir los recuerdos del proceso. Para él, escaparse mudándose o suicidándose está fuera de discusión, ya que esto podría interpretarse como una admisión posterior de su culpabilidad, sino que se refugia en jugar al billar, hacer largas caminatas y viajar a Japón. Pero no encuentra ninguna distracción del interrogatorio del fiscal, que domina sus pensamientos durante semanas después del juicio. En la memoria de Schaad vuelve a aparecer la larga fila de testigos, los que lo incriminan, los que lo defienden y los que dicen cosas sobre él que son nuevas para él y que en muchos casos no hubiera querido saber.
Una por una, las esposas divorciadas de Schaad son llamadas al estrado de los testigos. Su actual séptima esposa lo llama en broma “Caballero Barba Azul” en honor al personaje de cuento de hadas porque ya ha pasado por seis divorcios, un nombre que pronto aparecerá en las portadas de la prensa sensacionalista. Todas las mujeres confirman los excesivos celos de Schaad. Pero esto siempre fue dirigido hacia adentro, por ejemplo cuando rompió su costosa colección de pipas frente a una de sus exesposas. Dijo varias veces que no podía hacer daño a una mosca. Schaad afirma que ha superado sus celos desde que Rosalinde le dejó verla trabajar con una cámara de vídeo después de su divorcio.
El interrogatorio en la cabeza de Schaad no se limita al pasado juicio. La voz del fiscal también controla sus paseos, le interroga sobre sus sueños, llama al estrado a sus padres fallecidos y finalmente a la víctima, que sólo sonríe, como Schaad la recuerda en las fotos, pero permanece en silencio. Sólo ahora, después del juicio, Schaad recuerda de repente detalles que había olvidado durante el juicio: que Rosalinde a menudo recibía flores de extraños, cada vez la misma cantidad de cinco lirios. Durante la última visita de Schaad, su teléfono seguía sonando y había una carta de amor sin terminar en su máquina de escribir. Cuando Schaad dejó a Rosalinde, por capricho, él mismo le envió flores, cinco lirios del tipo que luego adornaron a la mujer muerta.
Schaad conduce hasta la comisaría de policía de su ciudad natal y confiesa el asesinato con un sentimiento de alivio. Pero la policía no cree en su declaración. El crimen fue cometido por un estudiante griego llamado Nikos Grammaticos. En el camino de regreso, Schaad choca contra un árbol, pero sobrevive al accidente. En su cama de hospital, vuelve a surgir en su cabeza el interrogatorio del fiscal, quien le dice que su operación fue un éxito y le interroga sobre las circunstancias y el motivo de su accidente. Al final, Schaad ya no da ninguna respuesta a las preguntas.

## Forma
Barba Azul se elaboró en forma de montaje, técnica que determina gran parte de la obra de Frisch y especialmente la tardía. Secuencias de diálogo del proceso real y posteriormente imaginado de Schaad se alternan con el monólogo interior del personaje principal. Según Jürgen H. Petersen, ambos niveles narrativos no reflejan plenamente su tema. Si bien el diálogo judicial trata de un asesinato que Schaad no cometió, los monólogos no describen la angustia del personaje principal. La técnica de Frisch en Barba Azul es revelar indirectamente un tema narrativo que no puede discutirse directamente: no la culpa específica de la que se acusa a Schaad, sino una culpa general de la que nadie puede absolverlo. Para Klaus Müller-Salget, la falta de comunicación en todos los niveles de la narrativa se refleja en los dos estilos lingüísticos utilizados, en el “ código restringido del lenguaje cortesano” y en las frases sencillas e impotentes de Schaad, ninguna de las cuales es capaz de expresar la verdad..
El principio de reducción, que ya caracteriza las historias anteriores de Montauk y especialmente El hombre aparece en el Holoceno, está, en opinión de Petersen, más avanzado en Barba Azul. La historia no tiene suspenso, ni elementos dramáticos, ni siquiera un narrador que pueda reflexionar o comentar. Tanto el monólogo interior como el diálogo se presentan directamente y en tiempo presente. A estas características típicas del estilo tardío de Frisch, en Barba Azul se añade un nuevo elemento: el humor, que se hace especialmente evidente en los diálogos. El propio Frisch describió en una entrevista con Günter Kunert el estilo de la historia como “una narración escasa” que busca “la mayor reducción posible”. Él “siempre quitó lo que un lector puede imaginar por sí mismo. […] En los últimos años se ha vuelto cada vez más importante para mí que, como narrador, que no comparta lo que quiero decir sobre una situación. Si siento lástima por este hombre o si lo condeno, no quiero nada de eso en el texto: para que el lector [...] se vea afectado por su propia experiencia."  Y continuó con Volker Hage: “Esto me fascina cada vez más: hasta dónde se puede llegar omitiendo cosas.”  A Frisch le llamó especialmente la atención la comparación que un crítico americano había hecho con el escultor suizo Alberto Giacometti: “Esta historia es como una escultura de Giacometti, la extrema delgadez de la figura crea el espacio a su alrededor. Al menos ese era mi objetivo narrativo.” 

## Interpretación

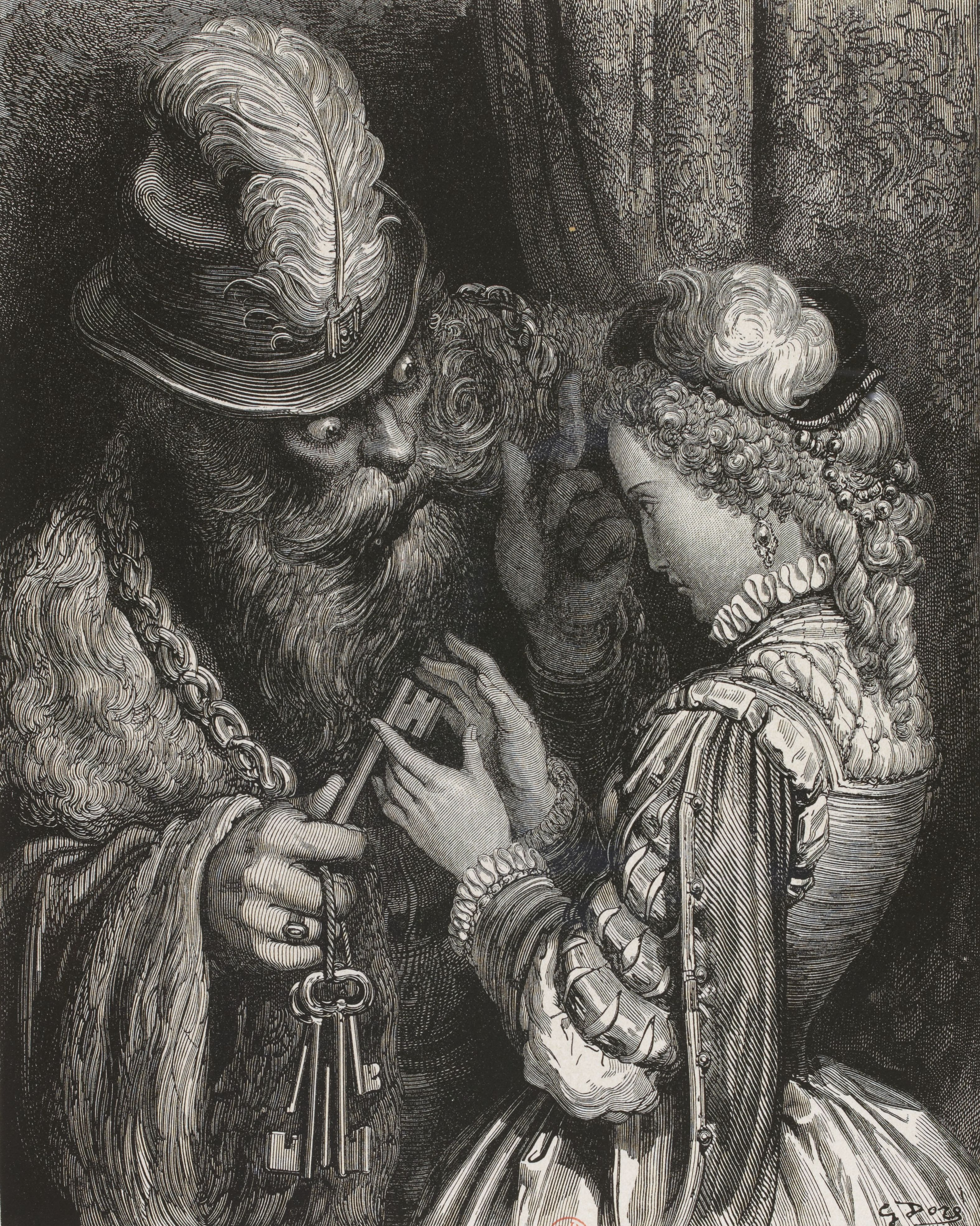
Caballero Barba Azul, que da nombre al protagonista, en una xilografía de Gustave Doré de 1862

Frisch se inspira para el título de su narración en el cuento de hadas del caballero Barba Azul de Charles Perrault de 1697. Las tradiciones posteriores proceden, entre otras, de Ludwig Tieck (1797) y Anatole France (1909). Aunque la historia hace referencia directa a Perrault, según Cornelia Steffahn, Barba Azul de Frisch recuerda más al personaje de Frances, un inocente y reservado señor del castillo que es traicionado por sus siete esposas. Aparte del título y algunos detalles (las siete esposas, el asesinato de una de ellas), hay pocos puntos de contacto entre la historia y el cuento de hadas. Más bien, Frisch ironiza con el original en que el apodo del protagonista proviene del ingenuo engaño de su esposa sobre el personaje del caballero ficticio. Para Volker Weidermann, Frisch traslada algunos de los motivos del cuento de hadas al siglo XX,  su Barba Azul era “un hombre del presente amoroso, celoso y fugaz”.
Felix Schaad es absuelto del cargo de asesinar a su esposa divorciada, pero no porque se haya demostrado su inocencia, sino “por falta de pruebas: ¿cómo se puede vivir con eso?”. Según Lübbert R. Haneborger, el juicio desvía a Schaad del rumbo de su vida: “Se conoce mi absolución, pero se sabe demasiado sobre mí como persona” .Sólo después del proceso judicial comienza el verdadero proceso interno de Schaad. Su mundo se reduce a los interrogantes en su cabeza y todos los intentos de escapar a través de las actividades cotidianas fracasan. El “sentido subjetivo de culpa” de Schaad difiere del “concepto objetivo de culpa en la jurisprudencia”. Frisch comentó sobre su protagonista: “Schaad tiene un sentimiento de culpa latente. […] Él sabe […] que él no fue el autor, pero no puede decir: soy inocente”  “Y así Schaad se convierte en un recipiente vacío en el que los demás pueden arrojar lo que quieran. […] Está determinado por una colección de opiniones externas y ya no puede contrarrestar todo esto. Por eso es realmente condenado a muerte a pesar de su absolución [...] hasta el punto de enloquecer que finalmente confiesa un crimen que no cometió. Para determinarte a ti mismo.” 
Haneborger ve a Schaad en el proceso judicial como parte del desequilibrio de poder de un “discurso jurídico-forense” en el papel asignado al inferior. Las reglas de la negociación niegan al médico la autoexpresión que corresponde a su estatus social y dificultan la justificación moral. Hay una divergencia entre su autoimagen y las atribuciones externas hechas a través de declaraciones de testigos: “No hay memoria compartida”.La biografía de Schaad está siendo restringida en los tribunales, lo que está provocando su pérdida de la historia y una progresiva indiferencia. Sólo aquellas partes de su historia que pueden verse como evidencia de su culpabilidad son relevantes ante el tribunal y proporcionan identidad. Schaad finalmente es absuelto, pero la influencia externa del lenguaje del proceso se arraiga en él. Incluso después de su absolución, siguió desempeñando el papel erudito del culpable. Su memoria produce material incriminatorio de todas las fases de la vida. Schaad se retira del entorno social y se aliena de sí mismo. Su sentimiento paranoico de culpa se convierte en psicosis.
Además de la influencia externa del proceso judicial, para Haneborger también juega un papel importante la presión para justificarse. En Schaad esto conduce a la “autojusticia” y a la necesidad de obtener coartadas para las actividades más cotidianas. Una vez que algo está escrito, se convierte en una amenaza: "No dejes notas, un día te arrestarán bajo falsas sospechas y el fiscal leerá en voz alta". La autocrítica de Schaad penetra en zonas cada vez más íntimas, incluso en su subconsciente y sus sueños. La ausencia de la muerta le priva de la oportunidad de dar testimonio exculpatorio. Schaad no permite que su proceso interior se vea frenado por esta comprensión: “A falta de pruebas, ¿por qué escuché eso? Esto no aparece en el veredicto.”  A diferencia de Josef K. de El proceso de Franz Kafka, Schaad no está seguro de ser completamente inocente: "Desde los catorce años no he tenido la sensación de ser inocente". Para él no se trata sólo del asesinato real de Rosalinda, sino del asesinato metafórico de sus siete matrimonios, porque siete veces no pudo cumplir la promesa de una vida en común. Siempre busca en sí mismo la causa de su amor muerto.
Walter Schmitz ve a menudo el juzgado en las novelas de Frisch como una imagen de la relación entre los sexos. Mientras que en su debut Jürg Reinhart. En un viaje de verano del destino, el protagonista masculino todavía gana en su proceso de autodescubrimiento, la “conciencia masculina de la culpa” siempre se confirma judicialmente en las obras posteriores de Frisch. La incapacidad de conciliar la imagen propia y la imagen externa, de conectar lo público y lo privado, se demuestra en la comunicación fallida entre hombres y mujeres. El intento de diálogo más allá de los límites de la vida entre Schaad y Rosalinde, que sólo sonríe en las fotografías, fracasa, al igual que los diálogos entre los vivos. Schaad también fracasa en su intento de redimirse de la culpa mediante una confesión falsa. Sigue siendo “Félix sin práctica”. Al final, el lenguaje triunfa sobre él. El verdadero culpable se llama Nikos Grammaticos, la victoria de la gramática. Felix Schaad, el supuestamente afortunado, finalmente sufrió los daños. Su lucha contra el mundo y el lenguaje sigue siendo en vano.La historia termina con un interrogatorio, imaginado por Schaad tendido en una unidad  cuidados intensivos, y la declaración final del fiscal: "Sientes dolor". Según Frisch, esto no es sólo una indicación “de que esta persona sufre dolor como paciente y puede incluso estar muriendo”. Lo que se quiere decir es un tipo diferente de dolor. Es el dolor de la existencia […] que toda su existencia fue un dolor […], es decir, una relación poco clara con el concepto de culpa”. Dejó deliberadamente abierta la cuestión de si Schaad moriría: “Es más sombrío, más horrible, más emocionante que todo le salga mal a esta persona: la confesión no es válida, hace un intento de suicidio que sólo lo mutila, y se queda ahí, no es el asesino, no es inocente y debe seguir viviendo.” 

## Antecedentes y origen

Max Frisch (hacia 1974)

Después de terminar en 1979 el cuento El hombre aparece en el Holoceno, que había sido revisado repetidamente durante ocho años, Max Frisch sufrió un bloqueo del escritor. En una carta a Uwe Johnson confesó: “Es […] la primera vez que no escribo nada en semanas. Yo tampoco tengo un proyecto, al menos uno que me atraiga a la máquina de escribir. ¿Qué puede hacer la máquina de escribir para que me dé asco? 
En esta situación, Frisch se enteró de un juicio con jurado en Zúrich a principios de 1980 contra un orfebre acusado del asesinato de su esposa. Siguió el juicio intensamente y sólo faltó a tres de las 68 horas que duró antes de que se dictara la sentencia absolutoria. Frisch comentó más tarde sobre este proceso: “En realidad, lo que inmediatamente empezó a interesarme no fue el caso de asesinato en sí. […] Lo que me emocionó fue este perfecto instrumento de cuestionamiento, que rara vez produce nada […], todo bajo el gran lema: 'La verdad y nada más que la verdad'. Sabemos que la verdad nunca podrá capturarse con este ritual lingüístico. […] El lenguaje como instrumento que nunca se acerca del todo a la realidad.”  Cuando Frisch, entre octubre y diciembre de 1981  transformó las experiencias adquiridas en una historia en la que se distanció en términos de contenido del asesinato que se estaba juzgando, eligió que el proceso penal en sí fuera “lo más normal posible para que que no le quite interés, porque a éste no me interesaban los casos criminales, sino la tecnología para encontrar la verdad”.
Blaubart se publicó como preimpresión en el Frankfurter Allgemeine Zeitung en febrero y marzo de 1982 y posteriormente como libro en Suhrkamp Verlag. Frisch enfatizó que no se basó en el cuento de Barba Azul: “Schaad es más bien ironizado con la palabra 'Barba Azul'. Él es todo menos un patriarca.”  Hasta poco antes de ir a imprenta, la frase “La verdad y nada más que la verdad” había sido pensada como título de la historia. Frisch calificó el título cambiado de Barba Azul como una “mala dirección infame ”. Aunque una vez tuvo el plan de adaptar la historia de Barba Azul a una obra de teatro, pensó: “No es un muy buen cuento de hadas. Tiene muy pocas ambivalencias.”  Sin embargo, el título no fue elegido por casualidad, ya que un total de siete mujeres desaparecen de la vida de Schaad, una culpa que no lo suelta. Cuando se le preguntó si la historia tenía rasgos autobiográficos, Frisch respondió: "Lo autobiográfico es que yo, criado como cristiano, no como creyente, tengo sentimientos de culpa, pero no sé cuál es la culpa".
Bajo el lema “Incluso un amigo sigue siendo inolvidable”  Max Frisch caricaturizó a su colega Friedrich Dürrenmatt, que vivía en Neuchâtel y estuvo asociado a él durante toda su vida en una mezcla de amistad y rivalidad, en la figura del Sr. Neuenburger y, según Heinz Ludwig Arnold, lo convirtió en “un monumento cuestionable como un idiota descaradamente ególatra y lascivo”. Las declaraciones de Neuenburger ("Por lo demás, es un buen tipo [...] Me presentó a todas las mujeres con las que se casó [...] Eso es grotesco [...] Lo que me molesta son sus mentiras [...] Y luego así es como él es hipersensible” ) se basan en parte literalmente en una entrevista publicada en Playboy en diciembre de 1980, en la que Dürrenmatt habló sobre Frisch y otros escritores. Posteriormente, Dürrenmatt se distanció del contenido de esta entrevista. En el personaje de Schaad, Frisch comentó sobre una llamada de Neuenburger: “Lo dice con calidez, lo sé. […] Se ríe tan fuerte que tengo que alejar el auricular de mi oreja.”  Urs Bicher consideró que con la parodia de Barba Azul Frisch había “puesto fin a la relación de larga data” con Dürrenmatt. En los años siguientes, los intentos aislados de reconciliación entre los dos escritores suizos fracasaron. En su última carta con motivo del 75 cumpleaños de Frisch, Dürrenmatt afirmó que “ambos se habían distanciado corajudamente de su amistad ”. Expresó por última vez su admiración por Frisch, quien había “expuesto su caso al mundo” en la literatura, pero la carta quedó sin respuesta de Frisch.

## Posición en la obra de Frisch
Incluso más que con los textos anteriores de Frisch, los estudiosos de la literatura han vinculado a Barba Azul con toda la obra de Frisch. Walter Schmitz vio retomados “un gran número de sus conocidos temas y motivos”, de modo que “la narración no se compone casi nada más que de reminiscencias y citas estilísticas”. Heinz Ludwig Arnold colocó a Barba Azul entre las dos posiciones centrales de la obra de Frisch, el primer texto en prosa ¿Qué soy yo?  y el principio del diario 1946-1949: “No te harás una imagen”. Frisch "llegó tanto al centro de su estética con Barba Azul que casi se podría llamarlo un epígono de sí mismo". Arnold vio en Barba Azul “una infusión más fina de su novela más famosa y probablemente la mejor: Stiller ”. Otras voces encontraron en la relación del acusado con la víctima del asesinato la constelación del amor platónico de Gantenbein por la “dama del medio” Camilla Huber de Mi nombre es Gantenbein. Alexander Stephan también le recordó Barba Azul “más las novelas de los años 50 y principios de los 60 que los últimos juegos de la última década”. El tema es “nuevamente los intentos desesperados de autodescubrimiento de un burgués contemporáneo [...] que está en desacuerdo con el mundo y su propia biografía”. Hans Mayer contradijo la afirmación de que " Barba Azul es básicamente un sucesor tardío de su obra" y, por su parte, también hizo una comparación entre las obras: "En lugar de situar a Schaad una vez más junto a los señores Stiller y Gantenbein, hay que entenderlo sobre todo como residente de Andorra ". La historia vuelve a abordar el problema de los outsiders del drama de Frisch.

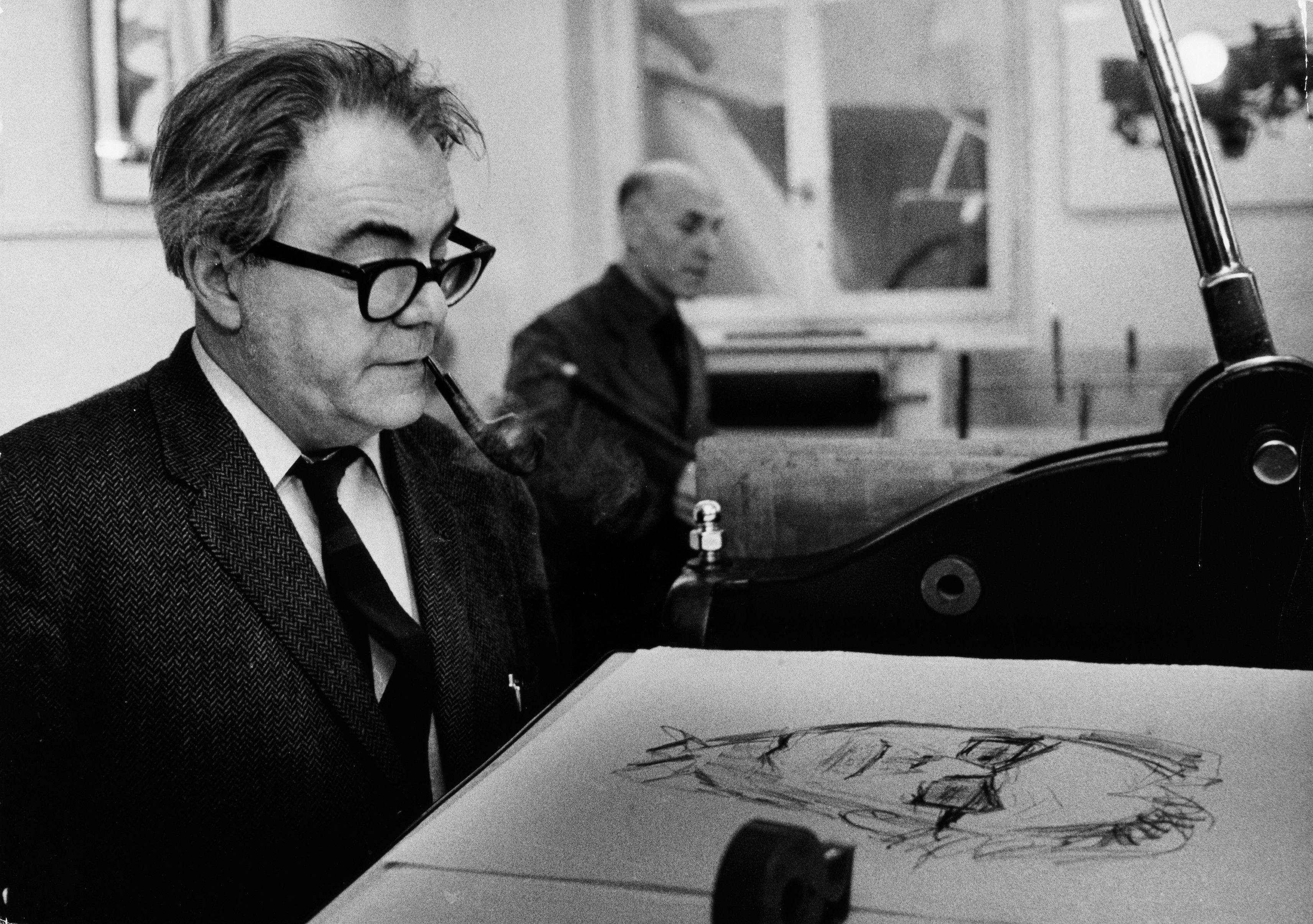
Max Frisch (1967)

Además de las comparaciones con sus obras principales, a menudo se destacó la conexión temática y formal de las tres últimas historias de Frisch. Para Hans Mayer, Barba Azul “obviamente se completó con Montauk y el Holoceno en un tríptico épico […] en una prosa sencilla e inconfundible”. También para Volker Hage las tres historias formaban “una unidad subyacente, no en el sentido de una trilogía, [...] sino en el sentido de un acorde armonioso. Los tres libros se complementan entre sí y, sin embargo, son unidades independientes. […] Los tres libros tienen el tenor del balance, la conclusión, hasta la forma que sólo permite lo esencial: abreviado, abotonado. Una pregunta central tardía de Frisch, que se aborda en sus tres historias finales, es: "¿Cómo puedes mantener bajo control todo lo que has escrito a lo largo de tu vida?"  El propio Frisch comentó sobre su última obra en prosa: “Las tres últimas historias tienen sólo una cosa en común: que van más allá que las obras anteriores al probar los posibles modos de representación.” 
¿A pesar del texto de diálogo Suiza sin ejército, publicado en 1989, dos años antes de su muerte? Después de una discusión, Frisch abandonó en gran medida su actividad literaria después de Barba Azul, según Jürgen H. Petersen, "la última verdadera obra literaria". En su discurso de renuncia en el Festival de Literatura de Soleura de 1985, Al final de la Ilustración está el becerro de oro, Frisch anunció que había “dejado de escribir. Cansado, sí. Consumido.”  Cuatro años después, en una conversación con Urs Bircher, concluyó: “He dicho todo lo que tenía que decir y he probado todas las formas de expresión que se me han ocurrido. Las repeticiones me aburren”.

## Recepción
La respuesta a Barba Azul estuvo dividida en la crítica literaria en lengua alemana. Martin Walser elogió la historia de su colega como “[una] historia trivial […]. Pero una obra maestra”. Schaad es una "figura muy patética" cuyo " patetismo se convierte constantemente en comedia". Frisch podía “escribir una novela policíaca magistralmente triste” en la que había “más que admirar que leer”. Hans Mayer también reconoció la “buena artesanía en la ficción policial”. Barba Azul fue “trabajado con precisión. Ningún Simenon o Agatha Christie podrían hacerlo mejor”. Con las pruebas previamente expuestas, “la técnica de los antecedentes penales […] se respeta con precisión”. El propio Max Frisch contradijo la clasificación como novela policíaca: “No soy lector de novelas policíacas, no por desdén, sino porque normalmente no las entiendo. No era mi ambición escribir finalmente una novela policíaca.” 
Muchos críticos compararon Barba Azul con el trabajo anterior de Frisch y reaccionaron de manera diferente al estilo minimalista de la narrativa. Después de leerlo , Reinhard Baumgart se sintió “decepcionado e irritado al mismo tiempo […]. La pérdida de interés y la tala son evidentes. […] El libro casi sólo dibuja líneas y no muestra colores”. Después de leerlo repetidamente, vio un libro “muy taciturno, incluso silencioso […] Pero la calidad no sólo literaria de este autor se confirma también en el hecho de que ha llevado gris y rigurosamente el tema de su vida a una nueva consecuencia, sin esto resulta barato para el Zeitgeist ”.  Heinz Ludwig Arnold, por el contrario, no pudo obtener facetas adicionales luego de repetidas lecturas: “Esta historia no causa ninguna dificultad al lector, la lee rápidamente e incluso una segunda y tercera lectura no abre nuevas perspectivas. " Con Barba Azul, Frisch “no va más allá de lo que una vez logró literariamente”, sino que avanza por “cualquier camino trillado” en el que ahora puede “reproducir el programa que una vez ganó” a voluntad. A diferencia de su trabajo anterior, Frisch "ya no era capaz de hacer que su preocupación personal fuera literariamente fructífera".
Joachim Kaiser advirtió contra la subestimación de Barba Azul, “un trabajo completamente claro, transparente y conciso. La desesperación, nada sentimental, escondida detrás de diálogos lacónicos y elegantes apagones.”  Para Peter Weigel, Frisch incluso había escrito “para decirlo sin rodeos, una de  mejores historias que jamás hayan existido en lengua alemana”. Friedrich Luft, por su parte, vio a Max Frisch dimitir “con un libro que en realidad estaba terriblemente vacío”. Lamentó “que un autor tan vital e inventivo, a sus 70 años de vida, hubiera llegado a presentar una insignificancia artísticamente demostrada”. Volker Hage resumió: “Frisch controló su imaginación en Barba Azul. Ya no brillaba con ideas”. Quienes conocen al autor probablemente sintieron en la escasa narrativa “la ausencia de aquellos elementos a los que uno está acostumbrado en Frisch y que ahora rechaza: sus incursiones fenomenológicas en muchas áreas de la vida cotidiana”.

Uno de los críticos más duros de la narrativa fue Marcel Reich-Ranicki, quien previamente había celebrado a Montauk e ignorado El hombre aparece en el Holoceno. Durante una visita, Max Frisch le habló de su nuevo trabajo. Reich-Ranicki estaba “realmente entusiasmado. Aquí un gran narrador encontró el material que le convenía y era ideal para él. […] Lo felicité y pensé: nunca olvidaré esta hora […] en mi vida”. Sin embargo, cuando se publicó el libro no cumplió con las altas expectativas de Reich-Ranicki: “¿Me decepcionó? No, esta palabra es demasiado débil. Estaba absolutamente horrorizado.”  En su reseña en FAZ calificó a Barba Azul como “más original que interesante”. La historia es “un cheque sin fondos”. Frisch “logró crear la manifestación literaria de la falta de palabras, pero desafortunadamente fue tan consistente que leer el libro se vuelve agotador con bastante rapidez.”  Frisch explicó más tarde el veredicto desfavorable del crítico: “Todo fue culpa suya, cometió un error, nunca debería haberle contado [a Reich-Ranicki] el contenido del libro”. Reich-Ranicki, por el contrario, seguía opinando, más de veinte años después de la publicación de Barba Azul, que el material que Frisch le había presentado originalmente “era fabuloso. Si hubiera existido una cinta y se hubiera impreso […] habría sido un libro brillante.” 

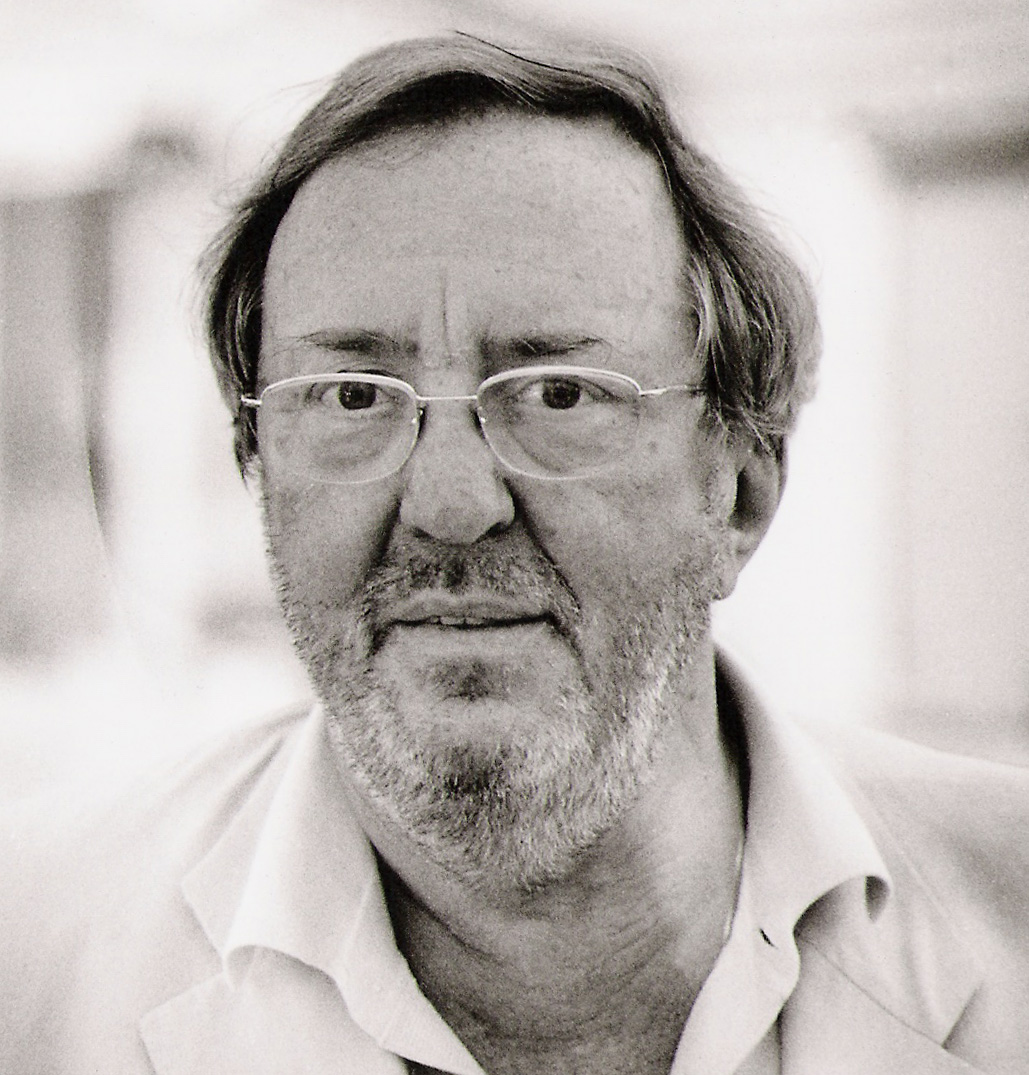
Vadim Glowna, el Dr. Vergüenza en la película.

La profecía de Martin Walser de que la narrativa dialogada estaría predestinada al cine y la televisión e incluso a una ópera como "La pasión por Félix de Max Frisch"  se cumplió al menos parcialmente. Barba Azul fue adaptada dos veces como obra de radio en 1982, dirigida por Ernst Wendt para SDR y WDR y Mario Hindermann para DRS y ORF. La adaptación cinematográfica de 1984 de Barba Azul  de Krzysztof Zanussi para la Radio de Alemania Occidental fue, además del Journal I-III de Richard Dindo, la primera película basada en un material épico de Max Frisch. El papel principal lo desempeñó Vadim Glowna. Karin Baal, Vera Tschechowa y Margarethe von Trotta fueron vistas en otros papeles. Max Frisch fue un observador constante del rodaje y quedó plasmado en una breve secuencia de la película. Para Volker Hage, la película se mantuvo “cerca del original, y eso no es una ventaja para él. Es artificial y algo aburrida.”  Max Frisch, por otro lado, estaba “muy de acuerdo […] con que Zanussi dejara que esta película se reflejara en los rostros de la gente”.